# Blek tornseglare
Blek tornseglare (Apus pallidus)  är en fågelart inom familjen seglare och en sydligare nära släkting till tornseglaren. Den förekommer i Medelhavsområdet, i bergsområden i Sahara och vidare österut till Pakistan. IUCN kategoriserar den som livskraftig.

## Utseende och läte
Blek tornseglare är mycket lik tornseglare (Apus apus) men har en aning bredare och trubbigare vingar. Hals och huvud är också bredare vilket ger den ett något kraftigare utseende än tornseglaren. Den har större och tydligare vit fläck under hakan och en mörk fläck runt ögat. Dess ljusare bruntonade färg syns bäst mot en mörk bakgrund men vid goda ljusförhållanden kan man se att kroppen har en ljus fjällighet. Även lätet liknar tornseglarens men är mörkare, torrare och tvåstavigt: vryyy-e.

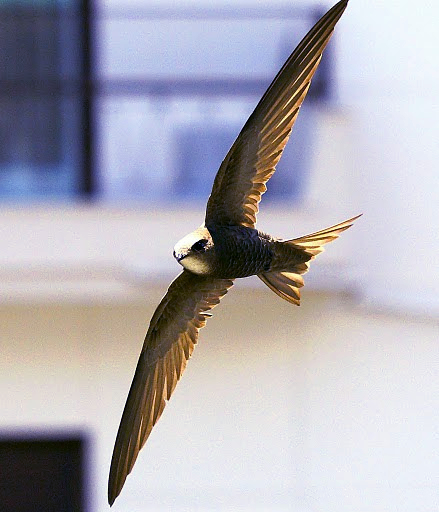
Blek tornseglare i Grekland.

## Utbredning och systematik
Fågeln häckar runt om Medelhavet i södra Europa, norra Afrika och västra Mellanöstern, men även på Kanarieöarna och Madeira. Den delas in i tre underarter med följande utbredning:
- Apus pallidus brehmorum – Madeira, Kanarieöarna och södra Europa till Turkiet samt kustnära norra Afrika
- Apus pallidus illyricus – Dalmatien utmed Adriatiska havets kust
- Apus pallidus pallidus – Mauretanien (Banc d'Arguin), bergsområden i Sahara och Egypten till Pakistan

Övervintrar gör den i Afrika söder om Sahara och i Saudiarabien, Iran och Pakistan.

### Förekomst i Sverige
Blek tornseglare är en mycket sällsynt gäst i Sverige. Första gången den sågs i Sverige var i Falsterbo, Skåne den 3 juli 1991 och sedan dess har den setts vid ytterligare ett 50-tal tillfällen till och med 2022. Förutom de inledande fynden har i princip alla fåglar setts i slutet av oktober och början av november, och merparten har setts i Skåne. 2013 noterades hela sju olika individer under drygt en veckas tid i slutet av oktober, och 2020 gjordes 14 fynd, varav två eller tre individer samtidigt höll sig till vid Ölands norra udde i månadsskiftet oktober–november.

## Ekologi
Precis som de andra seglarna är den en skicklig flygare som fångar insekter i flykten, ofta på hög höjd. Den häckar i håligheter i byggnader eller i klippstup där den lägger två ägg.

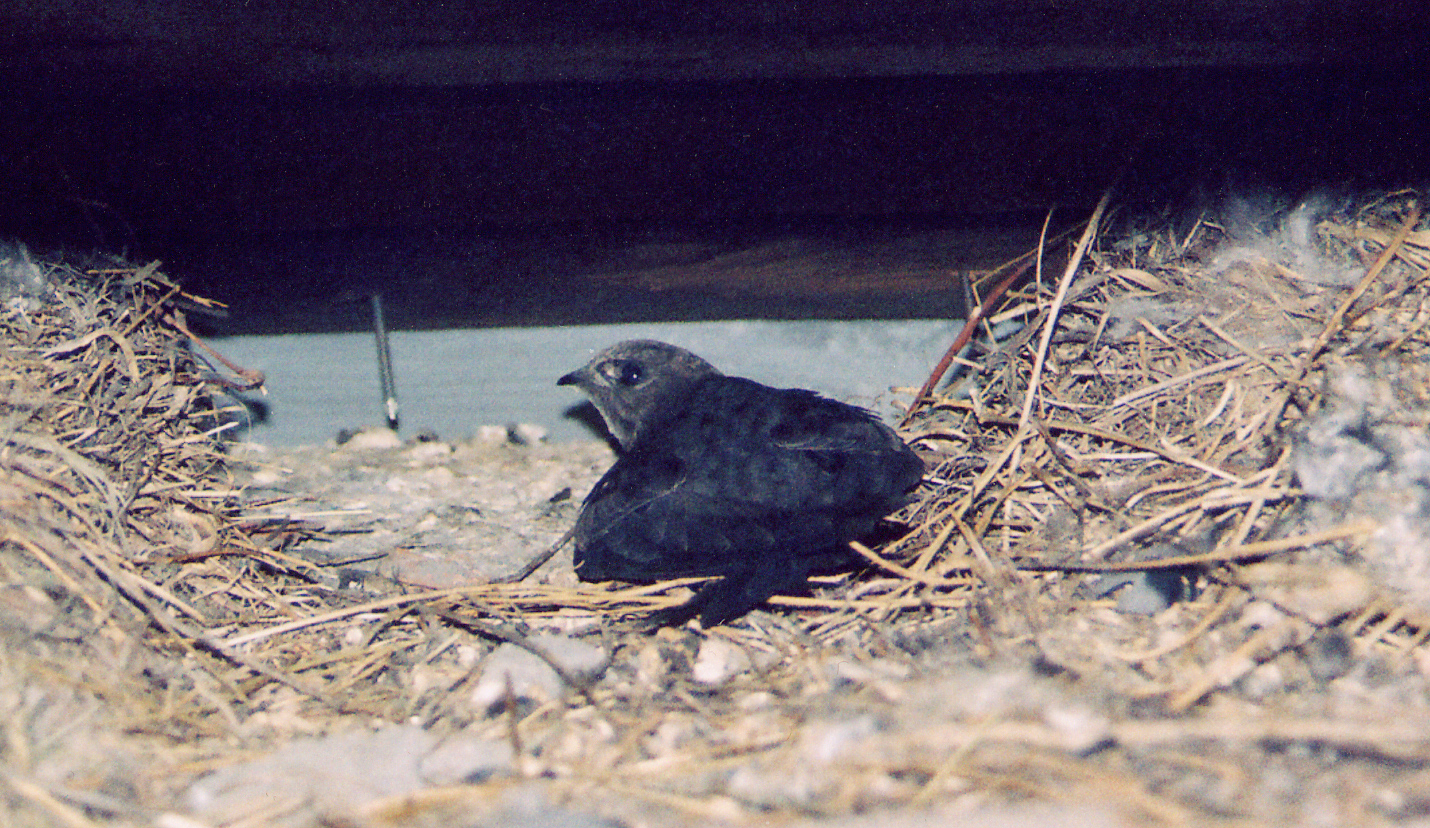
Ett bo av blek tornseglare.

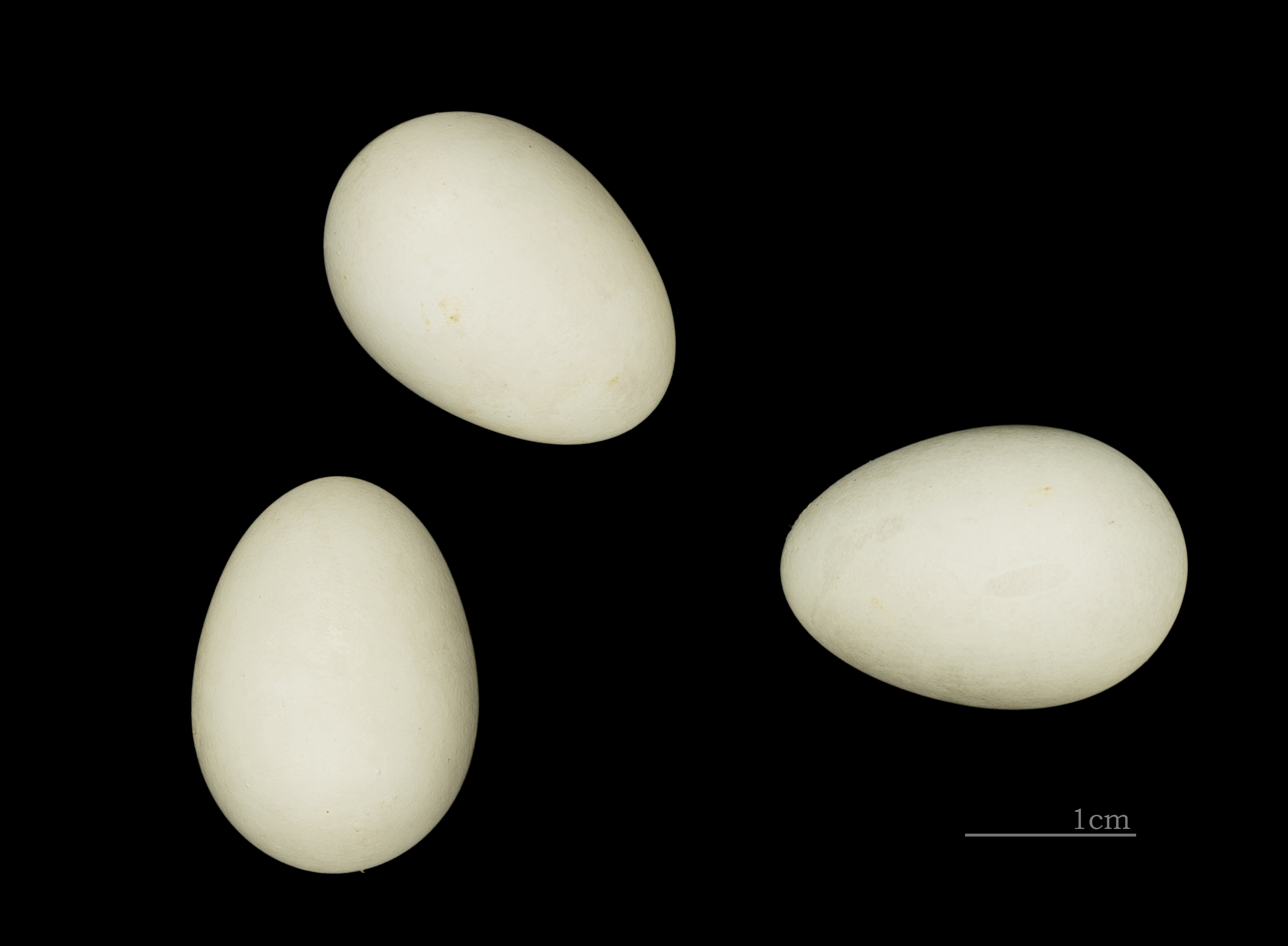
Bleka tornseglarens ägg

## Status och hot
Arten har ett stort utbredningsområde och en stor population med stabil utveckling. Utifrån dessa kriterier kategoriserar IUCN arten som livskraftig (LC).

## Namn
På svenska har den även kallats blek seglare.